# ويليام جونسون (لاعب كرة يد)
ويليام جونسون (بالإنجليزية: William Johnson)‏ (3 فبراير 1953 - ) هو لاعب كرة يد أمريكي. شارك في الألعاب الأولمبية الصيفية 1976.

## وصلات خارجية
- ويليام جونسون على موقع أوليمبيديا (الإنجليزية)